# 四谷 (東京都府中市)
四谷（よつや）は、東京都府中市の町名である。郵便番号は183-0035。現行行政地名は四谷一丁目～四谷六丁目であり、全域が府中市四谷文化センター圏域となっている。

## 地理
府中市の南西端、中央自動車道と多摩川の間に位置し、京王電鉄中河原駅の西側から北多摩2号水再生センター付近まで広がる。
北から時計回りに、国立市泉、府中市日新町、府中市住吉町、多摩市一ノ宮、日野市落川、日野市百草と接する。

### 河川
- 多摩川 ｰ 多摩市および日野市との市境の大半が左岸（府中市側）の河川敷上を通っているが、日野市側と直接接続する道路はない。

### 地価
2025年（令和7年）1月1日に公表された公示地価は以下の通りとなっている。
- 四谷1-15-5（第一種低層住居専用地域）の地点で31万5000円/m2
- 四谷4-18-7（準工業地域・住宅用地）の地点で21万7000円/m2
- 四谷4-54-10（準工業地域・倉庫用地）の地点で20万5000円/m2 - 府中市内の中で最も価格が低い。

### 特色
町内の多くは住宅で占められるが、野猿街道以西の大半が都市計画法における準工業地域に指定されており、国立府中IC至近という立地を活かし、企業の物流拠点等も複数所在する。

## 歴史
確認されている中で最も古い記録は、元亀4年（1573年）の『北条家虎朱印状』において、駿河国八幡郷（現・静岡県駿東郡清水町）の農民が当地へ逃亡してきた旨の記述である。

### 地名の由来
江戸時代以前からの村名に由来する。
上記の『北条家虎朱印状』においては当地を四屋と記している。以後戦国時代から江戸時代初期にかけての文献において四つ家、四ッ谷などの表記も混在することから、4軒の家屋から村が興ったことが地名の由来と考えられているが、この近辺に谷のような地形は一切存在せず、正確な地名の由来や「四谷」の表記に定まった理由は分かっていない。

## 世帯数と人口
5757世帯、13151人（2024年11月1日現在）
| 町丁       | 世帯数    | 人口     |
| ---------- | --------- | -------- |
| 四谷一丁目 | 1,586世帯 | 3,486人  |
| 四谷二丁目 | 646世帯   | 1,501人  |
| 四谷三丁目 | 1,535世帯 | 3,511人  |
| 四谷四丁目 | 683世帯   | 1,479人  |
| 四谷五丁目 | 930世帯   | 2,341人  |
| 四谷六丁目 | 377世帯   | 833人    |
| 合計       | 5,757世帯 | 13,151人 |

## 小・中学校の学区
市立小・中学校に通う場合、学区は以下の通りとなる。
| 丁目   | 番地 | 小学校                 | 中学校                 |
| ------ | --- | ---------------------- | ---------------------- |
| 一丁目 | 全域 | 府中市立四谷小学校     | 府中市立府中第八中学校 |
| 二丁目 | 全域（ただし1〜21を除く）                                                                                              | 府中市立四谷小学校     | 府中市立府中第八中学校 |
| 二丁目 | 1〜21 | 府中市立府中第五小学校 | 府中市立府中第十中学校 |
| 三丁目 | 40-15、40-17、40-56 41-3、41-6～8、41-11～13 41-16～21 41-41〜42、41-44、41-48～50、41-58 42の全域、43の全域、44-4、45 | 府中市立日新小学校     | 府中市立府中第八中学校 |
| 三丁目 | 上記以外 | 府中市立四谷小学校     | 府中市立府中第八中学校 |
| 四丁目 | 全域 | 府中市立日新小学校     | 府中市立府中第八中学校 |
| 五丁目 | 全域 | 府中市立日新小学校     | 府中市立府中第八中学校 |
| 六丁目 | 全域 | 府中市立日新小学校     | 府中市立府中第八中学校 |

## 交通

### 鉄道
| 隣接する街区の駅                                |
| ----------------------------------------------- |
| 南武線 - 西府駅(JN 22) 京王線 - 中河原駅(KO 26) |

町内に鉄道駅はなく、京王線中河原駅（住吉町）およびJR南武線西府駅（西府町）が最寄り駅となるが、府中市の調査により町民が最も日常的に利用する駅は中河原駅であることが示されている。また、同調査において、府中市内の他の地域では「日用品の買い物」を近隣の店舗で、「日用品以外の買い物」は府中駅周辺・立川駅周辺をはじめ分散していることが多い反面、四谷においてはそれぞれ中河原駅周辺、多摩市（聖蹟桜ヶ丘駅周辺）に集中しており、市内の他の地域とは繋がりが薄いことも示されている。

### 道路
- 都道20号府中相模原線 - 野猿街道、府中四谷橋、都道20号支線
- 府中市道 - 四谷通り、多摩川通り（堤防道路、府中多摩川かぜのみち）、三屋通り、東大山道、日新四谷通り

この他、中央自動車道国立府中インターが至近にある。

### バス
京王バス及び府中市（ちゅうバス）により路線バスが運行されており、中河原駅等と接続されている。以下、バス停は町内に所在するもののみ記載。運行本数が少ない系統は未記載。
- 京王バス 国18系統
  - （国立駅・谷保駅方面）- 稲荷神社[注 2] - 府中四谷橋北[注 3] - （聖蹟桜ヶ丘駅方面）

- 京王バス 中02系統[注 4]
  - （都営泉二丁目方面） - 四谷泉 - 三屋 - 三屋通り中 - 三屋通り南[注 5] - デュオヒルズ前 - 府中四谷橋北[注 6] - 稲荷神社[注 7] - 四谷二丁目 - 四谷新道 - （中河原駅方面）
- 京王バス 桜19系統[注 8]
  - （都営泉二丁目方面） - 四谷泉～府中四谷橋北は中02と同経路[注 9] - （聖蹟桜ヶ丘駅方面）
- ちゅうバス 南町・四谷循環（よつや苑西ルート）[注 10]
  - （府中駅より分倍河原駅・中河原駅経由） → 消防分団前 → 四谷公会堂 → 稲荷神社[注 7] → 四谷駐在所西 → 四谷さくら公園 → 四谷三丁目西 → よつや苑西 → 四谷三丁目 → 府中第八中学校北 → 四谷一丁目南 → 四谷一丁目 → 四谷一丁目東 →（中河原駅・分倍河原駅経由で府中駅へ）
- ちゅうバス 南町・四谷循環（四谷六丁目ルート）[注 10]
  - （中河原駅より日新小学校経由）→ 四谷六丁目 → 三屋 → 三屋通り中 → 四谷四丁目 → 稲荷神社[注 7] → 四谷公会堂 → 消防分団前 →（中河原駅へ）

## 施設

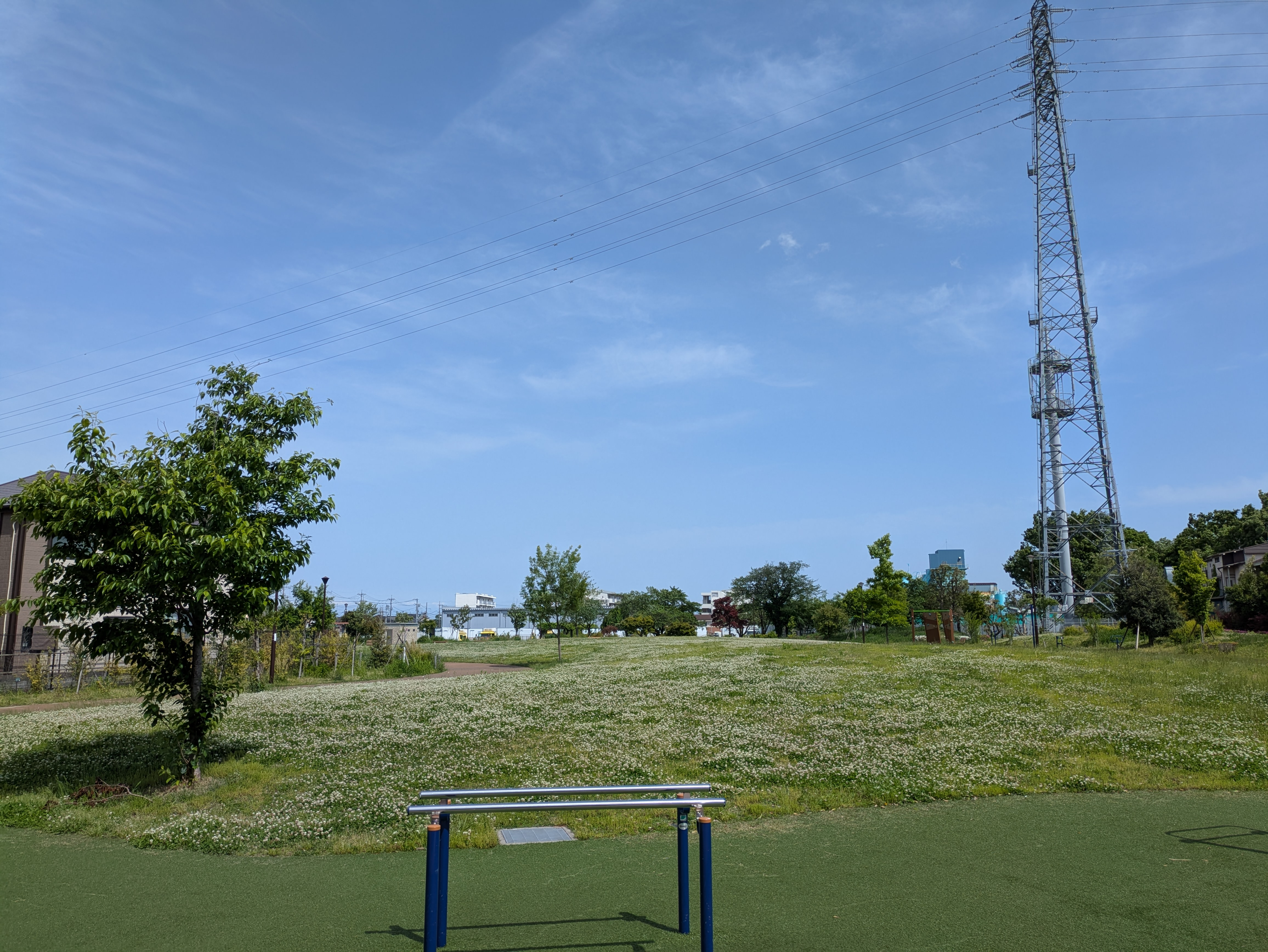
四谷さくら公園

### 四谷一丁目
- 府中市立第八中学校（四谷1-1827）

### 四谷二丁目
- 四谷文化センター・市立四谷図書館（四谷2-75）

### 四谷三丁目
- 府中市立四谷小学校（四谷3-2740）
- よつや苑（四谷3-66）
- 府中四谷橋

### 四谷四丁目
- 四谷駐在所（四谷4-43-28）

### 四谷五丁目
- 四谷さくら公園（四谷5-44）
- 府中四谷ショッピングセンター（四谷5-23-12）
  - 西友四谷店、コーナン府中四谷店等が入居している。
- DPL国立府中[12]（四谷5-23-62）

### 四谷六丁目
- 府中市青少年キャンプ訓練場（四谷6-54）
- 府中市リサイクルプラザ（四谷6-58）